# Mikhaïl Bestoujev-Rioumine
Pour les articles homonymes, voir Bestoujev.
Mikhaïl Pavlovitch Bestoujev-Rioumine (en russe : Михаил Павлович Бестужев-Рюмин), né le 23 mai 1801 (4 juin dans le calendrier grégorien) à Nijni Novgorod et pendu le 13 juillet 1826 (25 juillet dans le calendrier grégorien) à Saint-Pétersbourg est un lieutenant d'artillerie russe.
Il participe en 1825 à l'insurrection décabriste contre l'empereur Nicolas Ier de Russie, et fut mis à mort en 1826, à l'âge de 25 ans.

## Source
Marie-Nicolas Bouillet  et Alexis Chassang (dir.), « Michel Bestucheff » dans Dictionnaire universel d’histoire et de géographie, 1878 (lire sur Wikisource)